# Carin Lundin
Carin Maria Lundin, född den 18 september 1966 i Växjö, är en svensk jazzsångerska. Hon är dotter till nöjesarrangören Göran Lundin.
Carin Lundin växte upp i Växjö och studerade vid Balettakademiens Musikallinje i Göteborg, Birkagårdens folkhögskola samt vid Kungliga Musikhögskolan i Stockholm 1989-93. Hon skivdebuterade 1997 med From Dusk to Dawn. Redan 1990 medverkade hon som solist i Mack the knife på LP'n All of me med Växjöbandet Bigge Bolméhs Storband. Det var enligt skivkonvolutet (B-LNLP 9057) Carins skivdebut.

## Diskografi
- 1997 – From Dusk to Dawn  (Prophone PCD 032)
- 2000 – Babble (Sittel SITCD 9267)
- 2005 – Songs That We All Recognize (Prophone PCD 078)
- 2008 – Smulor och parafraser (Prophone PCD 095)
- 2015 – What Now My Love? (Prophone PCD 157)

## Priser och utmärkelser
- 1995 – Föreningen Jazz i Växjös pris ”JazzOskar”
- 1998 – ”Topsys tusenkrona”, Nalens vänners stipendium för verksamhet i Topsys anda
- 2001 – Konstnärsnämndens stipendium för upphovsmän
- 2007 – Anita O'Day-priset